# Антији (Оаза)
Антији (фр. Antilly) насеље је и општина у североисточној Француској у региону Пикардија, у департману Оаза која припада префектури Санлис.
По подацима из 2011. године у општини је живело 312 становника, а густина насељености је износила 85,71 становника/km². Општина се простире на површини од 3,64 km². Налази се на средњој надморској висини од 96 метара (максималној 142 m, а минималној 77 m).

## Демографија
| 1962. | 1968. | 1975. | 1982. | 1990. | 1999. | 2011. |
| ----- | ----- | ----- | ----- | ----- | ----- | ----- |
| 161   | 190   | 233   | 241   | 271   | 313   | 312   |

График промене броја становника у току последњих година